# Saison 2006 de l'équipe cycliste Acqua & Sapone-Caffè Mokambo
L'équipe cycliste Acqua & Sapone-Caffè Mokambo faisait partie en 2006 des équipes continentales professionnelles.
Elle a participé à quelques épreuves du ProTour comme Tirreno-Adriatico, Milan San-Remo ou le Tour de Lombardie.

## Effectif
| Cycliste              | Date de naissance | Nationalité | Équipe 2005    |
| --------------------- | ----------------- | ----------- | -------------- |
| Aleksandr Arekeev     | 12.10.1982        | Russie      |                |
| Andrus Aug            | 22.05.1972        | Estonie     | Fassa Bortolo  |
| Gabriele Balducci     | 03.11.1975        | Italie      |                |
| Denis Bertolini       | 13.12.1977        | Italie      |                |
| Stefano Cavallari     | 31.03.1978        | Italie      | Barloworld     |
| Luca Celli            | 23.02.1979        | Italie      | Barloworld     |
| Crescenzo D'Amore     | 02.04.1979        | Italie      |                |
| Lorenzo Di Silvestro  | 16.01.1970        | Italie      | Nippo          |
| Alessandro Donati     | 08.05.1979        | Italie      |                |
| Andrei Kunitski       | 02.07.1984        | Biélorussie |                |
| Andrea Masciarelli    | 02.09.1982        | Italie      |                |
| Francesco Masciarelli | 05.05.1986        | Italie      |                |
| Simone Masciarelli    | 02.01.1980        | Italie      |                |
| Leonardo Moser        | 25.09.1984        | Italie      |                |
| Rinaldo Nocentini     | 25.09.1977        | Italie      |                |
| Giuseppe Palumbo      | 10.09.1975        | Italie      |                |
| Andrea Rossi          | 19.04.1979        | Italie      |                |
| Branislau Samoilau    | 25.05.1985        | Biélorussie |                |
| Kanstantsin Siutsou   | 09.08.1982        | Biélorussie | Fassa Bortolo  |
| Mauricio Soler        | 14.01.1983        | Colombie    | néo-pro        |
| Ondřej Sosenka        | 09.12.1975        | Tchéquie    |                |
| Andrea Tonti          | 16.02.1976        | Italie      | Lampre-Caffita |
| Frank Vandenbroucke   | 06.11.1974        | Belgique    | Unibet.com     |
| Jure Zrimšek          | 20.01.1982        | Slovénie    |                |

## Victoires
| Date       | Course                                             | Pays     | Classe | Vainqueur           |
| ---------- | -------------------------------------------------- | -------- | ------ | ------------------- |
| 06/04/2006 | 2e étape de la Semaine cycliste lombarde           | Italie   | 2.2    | Gabriele Balducci   |
| 23/04/2006 | Tour des Apennins                                  | Italie   | 1.1    | Rinaldo Nocentini   |
| 18/05/2006 | 5e étape de la Course de la Paix                   | Tchéquie | 2.HC   | Kanstantsin Siutsou |
| 19/05/2006 | 2e étape du Circuit de Lorraine                    | France   | 2.1    | Mauricio Soler      |
| 21/05/2006 | Classement général du Circuit de Lorraine          | France   | 2.1    | Mauricio Soler      |
| 01/06/2006 | 2e étape de la Bicyclette basque                   | Espagne  | 2.HC   | Andrea Tonti        |
| 22/06/2006 | Champion de République tchèque du contre-la-montre | Tchéquie | CN     | Ondřej Sosenka      |
| 08/08/2006 | Grand Prix Fred Mengoni                            | Italie   | 1.1    | Andrea Tonti        |
| 26/08/2006 | Tour de Vénétie                                    | Italie   | 1.HC   | Rinaldo Nocentini   |
| 02/09/2006 | Coppa Placci                                       | Italie   | 1.HC   | Rinaldo Nocentini   |
| 03/09/2006 | Duo normand                                        | France   | 1.2    | Ondřej Sosenka      |

## Classements sur les circuits continentaux

### UCI Europe Tour

#### Individuel
Classement à l'UCI Europe Tour 2006 des meilleurs coureurs de l'équipe Acqua & Sapone-Caffè Mokambo.
| Rang | Coureur             | Points |
| ---- | ------------------- | ------ |
| 3    | Rinaldo Nocentini   | 582    |
| 8    | Andrea Tonti        | 441    |
| 51   | Kanstantsin Siutsou | 197    |
| 92   | Mauricio Soler      | 156    |

#### Équipe
L'équipe Acqua & Sapone-Caffè Mokambo a terminé à la 1re place avec 1751 points.